# L'amore è il mio orizzonte/Sabato
L'amore è il mio orizzonte/Sabato è un singolo di Mia Martini, pubblicato il 15 marzo 1976, per la casa discografica Dischi Ricordi.

## Descrizione
Si tratta dell'ultimo 45 giri pubblicato da Mia Martini per la Dischi Ricordi, prima di scindere in anticipo il contratto.

## Storia

### L'amore è il mio orizzonte
Nell'autunno del 1975 la pubblicazione dell'album Un altro giorno con me aveva suscitato forti contrasti tra Mia Martini e la Ricordi: le cause erano attribuite ad una scelta limitata dei brani secondo la cantante calabrese, poiché nella logica dei produttori non era necessario ricercare materiale proveniente da autori estranei alla casa discografica.
Per il nuovo anno l'etichetta milanese pianifica una serie di progetti piuttosto interessanti nelle premesse. Inizialmente, viene presa in considerazione la possibilità di farle incidere un album con le canzoni tratte dalle più belle musiche da film, ma il progetto naufraga e la Ricordi tenta un nuovo rilancio, inserendo Mia Martini nella rosa dei partecipanti al Festival di Sanremo del 1976 con il brano L'amore è il mio orizzonte, splendido pezzo con testo di Claudio Daiano su musica di Ninni Carucci .
Dopo alcune settimane viene comunicato il suo ritiro dalla manifestazione, per motivi mai chiariti fino in fondo. Tuttavia, la Ricordi decide di assemblare egualmente il 45 giri e questo episodio diviene il punto di rottura tra la cantante e l'etichetta milanese.

### Sabato
Inserita nell'album Un altro giorno con me, Sabato è l'adattamento italiano (a cura di Luigi Albertelli e Maurizio Seymandi) di Dancin' (On a Saturday Night), scritta da Barry Blue e Lynsey de Paul, portata al successo dallo stesso Barry Blue nel 1973.

## Successo e classifiche
Dopo la pubblicazione del disco, Mia Martini lascia la Dischi Ricordi e L'amore è il mio orizzonte non riscuote alcuna fortuna, a causa dell'assenza di una promozione radio-televisiva e risulta l'unico 45 giri del periodo Ricordi a non registrare alcuna entrata in classifica. Il disco viene ben presto dimenticato nei negozi e, successivamente, ritirato, causa - questa - della difficile reperibilità del vinile, divenuto con il tempo una rarità per fans e collezionisti.

## Tracce
Lato A
1. L'amore è il mio orizzonte – 4:12 (testo: Claudio Daiano – musica: Ninni Carucci)

Lato B
1. Sabato - Dancin' (On a Saturday Night) – 3:50 (testo: Luigi Albertelli, Maurizio Seymandi, Lynsey de Paul – musica: Barry Blue)